# 문연서원
문연서원(文淵書院)은 대한민국 경상북도 고령군에 위치한 조선 시대의 서원이다. 1695년에 창건되었으며, 박윤(朴潤), 박택(朴澤), 윤규(尹奎), 박정번(朴廷璠), 최여설(崔汝楔)을 제향하고 있다.